# سد تهلل
سد  تهلل هو سد ركامي في المملكة العربية السعودية افتتح في عام 1983م (1403هـ) ويقع في محافظة أبها التابعة لمنطقة عسير والغرض الرئيسي من السد هو استعاضة الآبار الجوفية في المنطقة.

## الموقع
يقع سد تهلل غرب قرية شمال غرب مدينة أبها، والذي يبعد عن المدينة بما يقارب 28 كم.

## الخصائص
أنشئ سد تهلل سنة 1403 هــ من أجل استعاضة مياه الآبار الجوفية وتوفير مياه الشرب لسكان المنطقة والاستفادة من موارد المياه في المستجمع المائي، حاجزه من النوع الركامي، يبلغ طول السد 140 مترًا وارتفاعه يبلغ 14 مترًا وبسعة تخزينية تفوق 1400000 متر مكعب.

## وادي تهلل
أنشيء السد على وادي تهلل ليخدم قرية الغال في توفير مياه السيول الجارية حيث يعد وادي تهلل من أكبر الاودية في ربيعةورفيدة ومنبعه من جبل تهلل على السفوح الغربية لجبال عسير، ثم تنحدر باتجاه الشرق أحياناً والشمال الشرقي أحياناً أخرى. وفي نهايته حيث تقع قرية الغال يصب في وادي تيه وذلك عن طريق شلال يصل ارتفاعه مابين 800 إلى 1000 متر تقريباً . وتقوم المزارع في قرية الغال على ضفتيه، ومن روافده وادي مناقة الي يتجه من الجهة الشمالية الغربية نحو الجنوب، ثم يتجه شرقاً حتى يصب في وادي تهلل قبل أن يصل للسد، بالإضافة إلى وادي الشعف الذي يصب في وادي مناقة.